# 王舜 (解放军)
王舜，中國大陸政治人物、軍事人物、中國人民解放軍少將、中共黨員。
曾任中部战区副参谋长、河北省军区司令员、北京军区副参谋长 。